# Alan Dawson
George Alan Dawson (14. juli 1929 i Marietta , Pennsylvania – 23. februar 1996 i Lexington, Massachusetts, USA) var en amerikansk jazztrommeslager og pædagog. Han var mest kendt for sit lange virke som lærer i trommer på Berkeley School of music i Boston , Massachusetts. Han underviste og uddannede en lang række af eftertidens betydningsfulde trommeslagere såsom Tony Williams, Peter Erskine, Vinnie Colaiuta, Jeff Porcaro etc. Dawson spillede også som udøvende trommeslager med navne som Sonny Rollins, Dave Brubeck, Bill Evans, Niels Henning Ørsted Pedersen, Booker Ervin, Clifford Brown, Lionel Hampton og Dexter Gordon. Dawson var hjemme i alle genrer indenfor jazzen, men hans bedste præstationer er med trio og i kvartet/kvintet sammenhæng. Alan Dawson lavede kun en enkel indspilning i eget navn.

## Diskografi
- Waltz'n With Flo

## Eksterne kilder og henvisninger
- Om Alan Dawson